# Andrei Cordoș
Andrei Cordoș (Câmpia Turzii, 6 giugno 1988) è un ex calciatore rumeno, di ruolo difensore.

## Carriera

### Club
Dopo un passato nelle giovanili del CRD Cluj debutta con l'Universitatea Cluj, con cui prende parte al massimo campionato rumeno 2007-2008 dove colleziona 11 presenze.
L'11 luglio 2009 viene ingaggiato dal Frosinone.
Il 12 luglio 2010 viene ingaggiato dalla squadra rumena Târgu Mureș. Successivamente viene ingaggiato dal Frosinone dove disputa 4 partite nella Lega Pro Prima Divisione 2011-2012.
Il 12 gennaio 2017 passa a parametro zero al Maziya, diventando il primo calciatore romeno che milita nella massima divisione maldiviana.